# Madge Bellamy
Madge Bellamy (nascida Margaret Derden Philpott; Hillsboro, Texas, 30 de junho de 1899 — Upland, Califórnia, 24 de janeiro de 1990) foi uma atriz americana de teatro e cinema. Era popular na década de 1920 e no início da década de 1930. Sua carreira entrou em declínio com o cinema falado e encerrou-se após um escândalo amoroso na década de 1940.

## Primeiros Anos
Margaret Derden Philpott nasceu em Hillsboro, Texas, em 30 de junho de 1899, filha de William Bledsoe e Annie Margaret Philpott. Bellamy foi criada em San Antonio, Texas até os 6 anos de idade, quando a família mudou-se para Brownwood, Texas, onde seu pai trabalhava como professor de inglês na Texas A&M University.
Quando criança, teve aulas de dança e logo começou a aspirar a se tornar uma artista de teatro. Bellamy fez sua estréia no palco dançando em uma produção local de Aida, aos 9 anos de idade.
Posteriormente, os Philpotts se mudaram para Denver, Colorado. Madge se casou com Carlos Bellamy no Colorado, mas eles se divorciaram quando ela decidiu deixar o Colorado para seguir sua carreira de atriz.

## Carreira

### Primeiros anos
Pouco antes de terminar o colegial, Bellamy foi para Nova York. Ela logo começou a trabalhar como dançarina na Broadway. Depois de aparecer no coro de The Love Mill (1917), decidiu que queria atuar. Em 1918, Bellamy apareceu em uma produção em turnê de Pollyanna, pela qual recebeu boas críticas. Sua grande chance veio em 1919, quando substituiu Helen Hayes na produção da Broadway de Dear Brutus, ao lado de William Gillette, em 1918. Bellamy também apareceu na turnê de Dear Brutus. Enquanto atuava em Dear Brutus, Bellamy foi escalada para um papel coadjuvante em seu primeiro filme, The Riddle: Woman (1920), estrelado por Geraldine Farrar.
Depois que a turnê de Dear Brutus terminou, ela ingressou em uma grupo de teatro em Washington DC, onde atuou em Peg o 'My Heart. Bellamy fez um teste de cinema para o diretor Thomas H. Ince. Em novembro de 1920, assinou um contrato de três anos com a recém-formada Triangle Film Corporation da Ince. Seu primeiro filme para Triangle foi The Cup of Life, de 1921, estrelado por Hobart Bosworth.

### Filmes

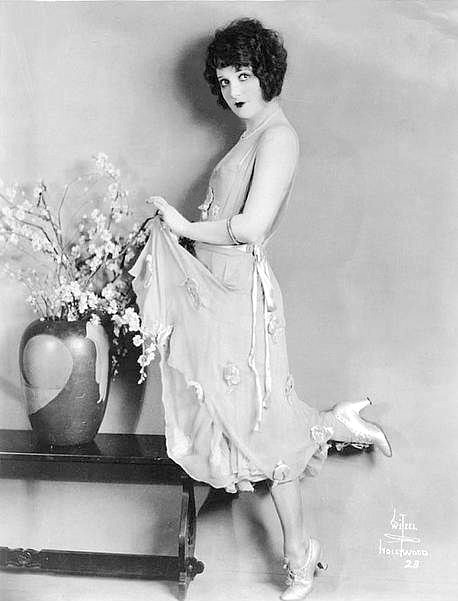
Madge Bellamy, 1920

O papel principal de Bellamy foi o personagem-título na adaptação cinematográfica de 1922 do romance Lorna Doone, de 1869. Em seguida ficou conhecida como "a requintada Madge" (a artista Penrhyn Stanlaws mais tarde a chamou de "A Garota Mais Bonita da América"), e foi lançada em vários melodramas por Ince. Em 1924, o contrato de Bellamy com a Ince terminou e ela assinou com a Fox Film Corporation, onde ficaria pelos próximos cinco anos. Na Fox, atuou em dois filmes para John Ford, The Iron Horse (1924) e Lightin '. Em 1925, Bellamy começou a enfrentar dificuldades devido a várias "diferenças artísticas" que ela tinha com executivos de estúdio. Naquele ano, ela se recusou a aceitar um papel no épico mudo de grande sucesso Ben-Hur. Mais tarde, atribuiu seu declínio na carreira à sua própria escolha de querer aparecer em papéis leves de comédia e melindrosa que destacavam sua aparência ao invés de papéis mais exigentes.
Em 1927, o executivo da Fox, Winfield Sheehan, com quem Bellamy estava tendo um caso, tentou colocá-la no papel principal de "Diane" no drama romântico 7th Heaven. Mais tarde, Bellamy disse ao autor Anthony Slide que ela foi escalada como "Diane", mas foi substituída por Janet Gaynor (que ganhou o primeiro Oscar de Melhor Atriz por seu trabalho no filme) quando estava na França, filmando cenas externas. Bellamy apareceu na comédia romântica Very Confidential, na qual ela atuou como modelo que personifica uma famosa figura esportiva feminina. Em 1928, Bellamy foi escalada para o primeiro filme falado da Fox, Mother Knows Best O filme foi uma adaptação do romance de Edna Ferber, de mesmo nome, e apresenta Bellamy como Sally Quail, uma artista de teatro cuja vida é dominada por sua mãe dominadora "Ma Quail" ( Louise Dresser ). Nas seqüências musicais, Bellamy representou vários artistas populares do dia, incluindo Anna Held, Sir Harry Lauder e Al Jolson cantando " My Mammy " em blackface. As críticas ao filme foram geralmente positivas com os críticos, observando que a voz de Bellamy era fraca.
O filme mudo final de Bellamy, Fugitives, foi lançado em 1929. Seu primeiro longa-metragem, todo falado Tonight at Twelve, foi lançado no final daquele ano. Na época de seu lançamento, a carreira de Bellamy havia sofrido uma forte crise devido a várias escolhas mal sucedidas que ela fez em ataques de raiva (as revistas de fãs da época chamavam Bellamy de "Senhorita Fogos de Artifício" devido ao seu temperamento). Apesar de seu temperamento, ela ainda era uma artista bastante popular e foi nomeada "Beleza Americana" pela Associação de Correspondentes Estrangeiros de Hollywood. Em 1929, desistiu de seu contrato com a Fox depois de se recusar a estrelar a adaptação cinematográfica de O Julgamento de Mary Dugan, uma peça da Broadway de Bayard Veiller, de 1927, que o estúdio comprou especialmente para Bellamy (o filme foi feito no final daquele ano). na Metro-Goldwyn-Mayer, estrelando Norma Shearer ). Bellamy disse mais tarde sobre sua carreira: "Eu fiquei grande demais para minhas calças. Eu queria muito dinheiro e, quando isso não aconteceu, parei. "
Bellamy tentou encontrar trabalho como atriz freelancer, mas não voltou a trabalhar até 1932, quando começou a aparecer nos filmes Poverty Row. Um de seus papéis mais conhecidos desse período foi no filme White Zombie de 1932, ao lado de Bela Lugosi e dirigido pelos irmãos Edward e Victor Hugo Halperin. O filme foi um sucesso moderado, mas recebeu críticas mistas, enquanto a performance de Bellamy era geralmente mal recebida pela crítica (em uma carta de 1970 ao Classic Film Collector, Bellamy afirmou que sua performance parecia ruim porque ela havia perdido a voz devido a um resfriado e foi dublada por outra atriz.. Isso já foi provado ser falso). Ela estava programada para aparecer no próximo filme dos irmãos Halperin, Supernatural, mas Carole Lombard foi escalada em seu lugar.

### Declínio e escândalo
No início da década de 1940, a carreira de Bellamy havia praticamente terminado. Ela ganhou considerável atenção da mídia quando, em 20 de janeiro de 1943, foi presa em São Francisco e acusada de agressão com uma arma depois de disparar por três vezes um revólver calibre 32 contra seu ex-amante, o rico executivo madeireiro Albert Stanwood Murphy. Bellamy estava tendo um caso com Murphy por cinco anos antes de ele terminar o relacionamento em outubro de 1942. Depois de saber que Murphy havia se casado com a ex-modelo June Almy logo após o rompimento, Bellamy viajou para São Francisco para confrontá-lo e "... fazê-lo sofrer de alguma forma".
Mais tarde, ela admitiu que esperou quatro dias no apartamento de Murphy na área de Nob Hill. Eventualmente, ela viu Murphy saindo do Pacific-Union Club em 20 de janeiro. Enquanto Murphy entrava no carro, Bellamy disparou três tiros. Mais tarde, ela disse: "Eu não estava perto [de Murphy], mas ele me viu e gritou algo que não entendi. Talvez fosse 'não'. Então acho que atirei nele. Ele se abaixou e correu. " Ela atirou três vezes, atingindo o carro de Murphy duas vezes enquanto o terceiro tiro falhou. Testemunhas tiraram a arma dela.
Logo após o tiroteio, Bellamy afirmou que não pretendia prejudicar Murphy e que ela "... só queria vê-lo. Ele não me viu, então eu levei a arma comigo. [... ] Eu tinha a arma há tanto tempo que pensei que era apenas um brinquedo". Em 11 de fevereiro de 1943, Bellamy se declarou culpada de menor acusação por violar uma lei sobre armas e recebeu uma sentença suspensa de seis meses. Ela também foi condenada a um ano de liberdade condicional.
Em julho de 1943, Bellamy processou Murphy por divórcio em Las Vegas, alegando que ela e Murphy se casaram por "consentimento mútuo" em abril de 1941 e viveram como marido e mulher até Murphy terminar o relacionamento. Ela acusou Murphy de "extrema crueldade mental" e pediu pensão alimentícia temporária e permanente. Em dezembro de 1943, Albert Stanwood Murphy pediu que o tribunal negasse provimento ao processo, afirmando que ele e Bellamy "não são e nunca foram marido e mulher". Em 4 de janeiro de 1944, um tribunal de Nevada negou o processo de divórcio de Bellamy, alegando que ela e Murphy nunca haviam sido legalmente casados. Um dia após o processo de divórcio de Bellamy ter sido julgado, ela recebeu um acordo extrajudicial de seis dígitos de Murphy.
Os tiros e a questão do divórcio geraram publicidade para Bellamy, mas efetivamente encerraram sua carreira que já estava desaparecendo. Ela fez sua última aparição tela na Northwestern filme Northwest Trail em 1945. Voltou aos palcos em 1946 na produção de Holiday Lady de Los Angeles, depois da qual se aposentou.
Por sua contribuição para a indústria cinematográfica, Bellamy recebeu uma estrela de cinema na Calçada da Fama de Hollywood em 1960. A estrela está localizada na 6517 Hollywood Boulevard.

## Vida pessoal
Bellamy's foi brevemente casada com o corretor de títulos Logan F. Metcalf. Eles se casaram em Tijuana em 24 de janeiro de 1928. e se separaram quatro dias depois. Metcalf pediu o divórcio alegando que, enquanto os dois estavam em lua de mel, Bellamy se recusou a falar com ele por causa de seu gosto por comer presunto e ovos, que ela considerava "plebeus". O divórcio foi oficializado em em 25 de abril de 1928.
Quando Bellamy se aposentou, ela havia desperdiçado grande parte de sua fortuna e perdido o dinheiro restante durante a Depressão. Em sua autobiografia postumamente publicada, A Darling of the Twenties, Bellamy afirmou que vivia em "extrema pobreza" após sua aposentadoria. No entanto, possuía algumas participações no setor imobiliário e uma loja de varejo na qual trabalhava para se sustentar. Em seu tempo livre, escreveu roteiros e romances que nunca foram comprados. No início dos anos 80, ela vendeu a loja pelo dobro do valor que havia pago por ela e viveu em relativo conforto financeiro pelo resto da vida.
Bellamy permaneceu fora da vista do público até a década de 1980, quando historiadores de cinema e fãs de cinema mudo que redescobriram seu trabalho começaram a solicitar entrevistas.
Nos seus últimos anos, Bellamy viveu sozinha em Ontario, Califórnia.

## Morte
Bellamy sofria de problemas cardíacos crônicos no final de sua vida. Em 10 de janeiro de 1990, ela se internou no Hospital Comunitário de San Antonio, em Upland, Califórnia, para tratamento. Faleceu de insuficiência cardíaca em 24 de janeiro aos 90 anos. Está enterrada no Forest Lawn Memorial Park, em Glendale, Califórnia.
Sua autobiografia A Darling of the Twenties foi publicada um mês após sua morte.

## Filmografia
| Ano  | Título                          | Papel                           | Notas                                |
| ---- | ------------------------------- | ------------------------------- | ------------------------------------ |
| 1920 | The Riddle: Woman               | Marie Meyer                     | Desconhecido/presumivelmente perdido |
| 1921 | The Cup of Life                 | Pain                            |                                      |
| 1921 | Passing Through                 | Mary Spivins                    | Desconhecido/presumivelmente perdido |
| 1921 | Blind Hearts                    | Julia Larson                    |                                      |
| 1921 | Love Never Dies                 | Tilly Whaley                    |                                      |
| 1921 | The Call of the North           | Virginia Albret                 | Desconhecido/presumivelmente perdido |
| 1921 | Hail the Woman                  | Nan Higgins                     |                                      |
| 1922 | Lorna Doone                     | Lorna Doone                     |                                      |
| 1922 | The Hottentot                   | Peggy Fairfax                   | Incompleto                           |
| 1923 | Garrison's Finish               | Sue Desha                       |                                      |
| 1923 | Are You a Failure?              | Phyllis Thorpe                  |                                      |
| 1923 | Soul of the Beast               | Ruth Lorrimore                  |                                      |
| 1924 | No More Women                   | Peggy Van Dyke                  |                                      |
| 1924 | Do It Now                       |                                 |                                      |
| 1924 | The White Sin                   | Hattie Lou Harkness             |                                      |
| 1924 | Love's Whirlpool                | Nadine Milton                   |                                      |
| 1924 | His Forgotten Wife              | Suzanne                         |                                      |
| 1924 | Love and Glory                  | Gabrielle                       |                                      |
| 1924 | The Fire Patrol                 | Molly Thatcher                  |                                      |
| 1924 | The Iron Horse                  | Miriam Marsh                    |                                      |
| 1924 | Secrets of the Night            | Anne Maynard                    |                                      |
| 1924 | On the Stroke of Three          | Mary Jordan                     |                                      |
| 1925 | A Fool and His Money            | Countess von Pless              |                                      |
| 1925 | The Dancers                     | Una                             |                                      |
| 1925 | The Parasite                    | Joan Laird                      |                                      |
| 1925 | The Restless Sex                | Mary Hamilton                   |                                      |
| 1925 | Wings of Youth                  | Madelyne Manners/Angela Du Bois |                                      |
| 1925 | The Man in Blue                 | Teresa "Tita" Sartori           |                                      |
| 1925 | Lightnin'                       | Millie                          |                                      |
| 1925 | Havoc                           | Tessie Dunton                   |                                      |
| 1925 | Thunder Mountain                | Azalea                          |                                      |
| 1925 | Lazybones                       | Kit                             |                                      |
| 1925 | The Golden Strain               | Dixie Denniston                 |                                      |
| 1926 | The Dixie Merchant              | Aida Fippany                    |                                      |
| 1926 | Sandy                           | Sandy McNeil                    |                                      |
| 1926 | Black Paradise                  | Sylvia Douglas                  |                                      |
| 1926 | Summer Bachelors                | Derry Thomas                    |                                      |
| 1926 | Bertha, the Sewing Machine Girl | Bertha Sloan                    |                                      |
| 1927 | Ankles Preferred                | Nora                            |                                      |
| 1927 | The Telephone Girl              | Kitty O'Brien                   |                                      |
| 1927 | Colleen                         | Sheila Kelly                    |                                      |
| 1927 | Very Confidential               | Madge Murphy                    |                                      |
| 1927 | Silk Legs                       | Ruth Stevens                    |                                      |
| 1928 | Soft Living                     | Nancy Woods                     |                                      |
| 1928 | The Play Girl                   | Madge Norton                    |                                      |
| 1928 | Mother Knows Best               | Sally Quail                     |                                      |
| 1929 | Fugitives                       | Alice Carroll                   |                                      |
| 1929 | Tonight at Twelve               | Jane Eldridge                   |                                      |
| 1932 | White Zombie                    | Madeline Short Parker           |                                      |
| 1933 | Riot Squad                      | Lil Daley                       | Titulo alternativo: Police Patrol    |
| 1933 | Gordon of Ghost City            | Mary Gray                       |                                      |
| 1933 | Gigolettes of Paris             | Suzanne Ricord                  |                                      |
| 1934 | Charlie Chan in London          | Mrs. Fothergill                 |                                      |
| 1935 | The Great Hotel Murder          | Tessie                          |                                      |
| 1935 | The Daring Young Man            | Sally                           |                                      |
| 1935 | Metropolitan                    | Mulher em Negligee              | Não creditado                        |
| 1936 | Champagne Charlie               | Mulher no táxi                  | Não creditado                        |
| 1936 | Under Your Spell                | Miss Stafford                   |                                      |
| 1936 | Crack-Up                        | Secretaria                      | Não creditado                        |
| 1945 | Northwest Trail                 | Mrs. Yeager                     |                                      |